# 1964/1993 (CD-Box)
1964/1993 är en 3-CD-box av Paul Simon, utgiven 28 september 1993 och innehållande låtar både från Simons solokarriär och med Simon & Garfunkel. Totalt innehåller boxen 52 låtar, varav den övervägande majoriteten redan funnits utgivna på vanliga album och samlingsalbum förut. Låt 2-8 och 10-13 framförs av Simon & Garfunkel, resten är Paul Simon solo.
En enda tidigare outgiven låt, "Thelma", återfinns på CD 3. Från början var det meningen att "Thelma" skulle varit med på förra studioalbumet The Rhythm of the Saints, men den togs bort där eftersom Simon uttryckte åsikten att lyssnarna "verkade tröttna", det vill säga att albumet blev för långt och hade genomgående för lik ljudbild. 
En tidigare outgiven demoversion av "Bridge Over Troubled Water" - utan Art Garfunkel och bara Simon sjungandes ackompanjerad av akustisk gitarr - återfinns på CD 1. 
I övrigt finns det en tidigare outgiven live-inspelning av "Still Crazy After All These Years" och en radiosketch tillsammans med Art Garfunkel ("The Breakup", vilken också återfinns på Garfunkels album Up 'Til Now från samma år). 
Boxens första låt "Leaves That Are Green" är hämtat från The Paul Simon Song Book och eftersom det albumet gavs ut på CD först 2004 var det första gången låten i denna version gavs ut på CD.
På CD 1 finns också Simon & Garfunkels första hit "Hey Schoolgirl" som de spelade in redan 1957 under namnet Tom & Jerry. Denna låt är uppenbarligen överförd till CD från en knastrig singel. Låten finns dock utgiven med bättre ljud på flera andra album (både illegala och legitima utgåvor).
De tre sista live-låtarna på CD 3 är tagna från Paul Simon-albumet Concert in the Park från 1991.
CD-boxen nådde Billboard-listans 173:e plats.

## Låtlista
Samtliga låtar skrivna av Paul Simon förutom där annat anges.

### CD 1
1. "Leaves That Are Green" - 2:29
2. "The Sound of Silence" - 3:03 (singelversion)
3. "Kathy's Song" - 3:22 (live)
4. "America" - 3:23
5. "Cecilia" - 2:52
6. "El cóndor pasa (If I Could)" (Jorge Milchberg/Daniel Alomía Robles/Paul Simon) - 3:05
7. "The Boxer" - 5:08
8. "Mrs. Robinson" - 3:52
9. "Bridge Over Troubled Water" - 2:33 (demo)
10. "Bridge Over Troubled Water" - 4:56
11. "The Breakup" - 2:15 (sketch inspelad för radio 1973 där Simon och Art Garfunkel skämtar om Simon & Garfunkels uppbrott)
12. "Hey, Schoolgirl" (Art Garfunkel/Paul Simon) - 1:33
13. "My Little Town" - 3:49
14. "Me and Julio Down by the Schoolyard" - 2:44
15. "Peace Like a River" - 3:16
16. "Mother and Child Reunion" - 3:05
17. "Congratulations" - 3:42
18. "Duncan" - 5:04 (live)
19. "American Tune" - 3:45

### CD 2
1. "Loves Me Like a Rock" - 3:19
2. "Tenderness" - 2:52
3. "Kodachrome" - 3:29
4. "Gone at Last" - 3:28
5. "Take Me to the Mardi Gras" - 3:21
6. "St. Judy's Comet" - 3:18
7. "Something So Right" - 4:28
8. "Still Crazy After All These Years" - 3:49 (live)
9. "Have a Good Time" - 3:23
10. "Jonah" - 3:18
11. "How the Heart Approaches What It Yearns" - 2:47
12. "50 Ways to Leave Your Lover" - 3:06
13. "Slip Slidin' Away" - 4:43
14. "Late in the Evening" - 3:54
15. "Hearts and Bones" - 5:38
16. "Rene and Georgette Magritte with Their Dog After the War" - 3:42
17. "The Late Great Johnny Ace" (Philip Glass/Paul Simon) - 4:45

### CD 3
1. "The Boy in the Bubble" (Forere Motloheloa/Paul Simon) - 3:58
2. "Graceland" - 4:48
3. "Under African Skies" - 3:36
4. "That Was Your Mother" - 2:52
5. "Diamonds on the Soles of Her Shoes" (Joseph Shabalala/Paul Simon) - 5:47
6. "You Can Call Me Al" - 4:40
7. "Homeless" (Joseph Shabalala/Paul Simon) - 3:47
8. "Spirit Voices" (Milton Nascimento/Paul Simon) - 3:55
9. "The Obvious Child" - 4:09
10. "Can't Run But" - 3:34
11. "Thelma" - 4:11
12. "Further to Fly" - 5:32
13. "She Moves On" - 4:56
14. "Born at the Right Time" - 5:08 (live)
15. "The Cool, Cool River" - 5:44 (live)
16. "The Sound of Silence" - 5:39 (live)